# C-peptid
C-peptid je organsko jedinjenje, koje sadrži 112 atoma ugljenika i ima molekulsku masu od 2751,827 .

## Osobine
| Osobina                  | Vrednost |
| ------------------------ | -------- |
| Broj akceptora vodonika  | 80       |
| Broj donora vodonika     | 44       |
| Broj rotacionih veza     | 95       |
| Particioni koeficijent ( | -0,5     |
| Rastvorljivost (logS, log(mol/L))       | -20,6    |
| Polarna površina (PSA, Å2)  | 1391,6   |

## Uloga u organizmu
C-peptid je molekula sačinjena od 31 aminokiseline, a nastaje nizom specifičnih enzimskih kidanja molekula proinzulina. Proinzulin je bitan prekurzor inzulina jer osigurava konformaciju
potrebnu za pravilno stvaranje disulfidnih veza u njegovom molekulu. Proinzulin se, počevši od aminoterminalnog kraja sastoji redom od: B-lanca, C-peptida, i A-lanca. A-lanac i B-lanac su spojeni  disulfidnim vezama, dok C-peptid postaje zasebni molekul. u Skaldu sa navedenim, iz β-ćelija Langerhansovih ostrvaca gušterače, oslobađa se u količinama ekvimolarnima inzulinu.
Godinama se smatralo kako C-peptid nema biološku aktivnost, međutim, iako bez izravnog uticaja na koncentraciju glukoze u krvi, nove studije ukazuju na njegove brojne uloge u ljudskom organizmu.

## Literatura
- Clayden, Jonathan; Greeves, Nick; Warren, Stuart; Wothers, Peter (2001). Organic Chemistry (I изд.). Oxford University Press. ISBN 978-0-19-850346-0.
- Smith, Michael B.; March, Jerry (2007). Advanced Organic Chemistry: Reactions, Mechanisms, and Structure (6th изд.). New York: Wiley-Interscience. ISBN 0-471-72091-7.
- Katritzky A.R.; Pozharskii A.F. (2000). Handbook of Heterocyclic Chemistry (Second изд.). Academic Press. ISBN 0080429882.